# Parc national de Dghoumès
Le parc national de Dghoumès (arabe : الحديقة الوطنية دغومس) est un parc national de Tunisie situé dans le gouvernorat de Tozeur. Ce parc de 80 km2 a été créé le 29 mars 2010. Il est géré par le ministère de l'Agriculture.
Il a pour mission de protéger un écosystème représentatif du Sahara tunisien. On y retrouve des plantes caractéristiques des milieux arides dont le tamaris (Tamarix sp.), le Thymelia hirsuta et le Retama raetam. La restauration du couvert végétal, notamment la steppe arborée en Acacia tortilis, semble en bonne voie[réf. nécessaire].
D'autre part, le parc abrite une faune diversifiée comprenant le hérisson du désert (Paraechinus aethiopicus), le chacal doré (Canis aureus), le chat sauvage (Felis silvestris), le chat des sables (Felis margarita), la perdrix gambra, l'aigle royal (Aquila chrysaetos) et quelques espèces de reptiles.
Plusieurs espèces ont été réintroduites depuis 1995. On peut citer l'autruche d'Afrique (Struthio camelus), l'oryx algazelle (Oryx dammah), la gazelle dorcas (Gazella dorcas), la gazelle de Cuvier (Gazella cuvieri) et le mouflon à manchettes (Ammotragus lervia).